# Grove Karl Gilbert
Grove Karl Gilbert (6. května 1843 Rochester, New York – 1. května 1918 Jackson, Michigan), byl americký geolog a průkopník planetární geologie. Zabýval se geomorfologií, vývojem krajiny a působením krajinotvorných činitelů. Ve své době byl jeden z nejvlivnějších geologů. V literatuře je znám zkráceným jménem G. K. Gilbert.

## Život
Gilbert se narodil v Rochesteru v New Yorku. Vystudoval University of Rochester. V roce 1871 se zúčastnil jako geolog zeměpisné expedice vedené Georgem M. Wheelerem. V letech 1874 - 1879 působil jako asistent vedoucího expedice J. W. Powella v průzkumu pohoří Skalistých hor. Během této doby publikoval významnou monografii o Henryho pohoří, The Geology of the Henry Mountains (1877). Po založení U.S. Geological Survey v roce 1879 byl zvolen na post staršího geologa. Pro USGS pracoval až do své smrti (včetně doby, kdy byl členem správní rady).
Je autorem teorie formování Velké americké pánve. V roce 1890 publikoval studii formování starověkého jezera Bonneville, které existovalo během pleistocén v oblasti dnešních amerických států Utah, Idaho a Nevada a jeho zbytkem je Velké Solné jezero. Toto starověké jezero nazval po armádním kapitánovi Benjaminu L. E. de Bonnevillovi, který tuto oblast prozkoumal dříve. Typ říční delty, kterou zde Gilbert popsal, byl nazván Gilbertovou deltou.
V roce 1891 prohlásil o Barringerově kráteru v Arizoně, že je sopečného původu a ne výsledkem dopadu meteoritu. Svou domněnku založil na hypotéze, že u kráteru vzniklého dopadem meteoritu by mělo být na jeho okraji vyvrženo více materiálu a také domněnce, že železný meteorit by vytvořil magnetickou anomálii. Nalezené části meteoritu na okraji kráteru vysvětloval jen „shodou okolností“. Své závěry zveřejnil v roce 1895 v sérii přednášek. Následující výzkumy odhalily, kráter je ve skutečnosti impaktního původu. Ironií je to, že Gilbert byl mezi prvními, kteří věřili, že měsíční krátery jsou impaktního původu a ne sopečného.
Další expedice, které se zúčastnil, byla v roce 1899 Harriman Alaska Expedition.
V roce 1906 nastalo v San Francisku zemětřesení, a Gilbert po něm vytvořil sérii fotografií dokumentujících poškození podél zlomu San Andreas v oblasti od Inverness po Bolinas.

## Ocenění
Za svou práci byl v roce 1900 oceněn Geological Society of London Wollastonovou medailí a v roce 1910 obdržel od American Geographical Society Dalyovu medaili. Je zatím jediným geologem, který byl zvolen dvakrát prezidentem Geological Society of America (v roce 1892 a 1909). Na jeho počest založila v roce 1983 Geological Society of America cenu G. K. Gilbert Award za práce zabývající se planetární geologií.
Po G. K. Gilbertovi byly nazvány krátery na Měsíci a Marsu. Další kráter na Marsu byl pojmenován po starověkém jezeru Bonneville.